# Clovia ocella
Clovia ocella är en insektsart som först beskrevs av Carl Peter Thunberg 1822.  Clovia ocella ingår i släktet Clovia och familjen spottstritar. Inga underarter finns listade i Catalogue of Life.